# Zártkert (Gárdony)
Zártkert egy Gárdonyhoz tartozó üdülőterület Fejér vármegyében.

## Földrajza

### Fekvése
Gárdony centrumától 1 kilométerre fekszik.

### Demográfiai adatok
2011-es adatok szerint Zártkert lakónépessége 3 fő, a lakások száma 3, a nem lakott üdülők száma 126.

## Látnivalók

### Grand lovasudvar
Zártkertben a Grand lovasudvar tevékenykedik. Fő tevékenységük lovasoktatást, lovastábort és bértartás.